# 拉明施泰因
拉明施泰因是奥地利萨尔茨堡州隆高县的一个市镇。总面积94.13平方公里，总人口1338人，人口密度14.2人/平方公里（2005年）。